# Carlos Largo de Celis
Carlos Largo de Celis né à Madrid le 14 octobre 1933 est un ancien international espagnol de rink hockey des années 1950 et 1960.

## Parcours
Né à Madrid, il déménage à Barcelone à l'âge de deux ans. Il commence la pratique du hockey à l'école des Jésuites de la rue Caspe. Il se rend au FC Barcelone et ensuite au Centre Culturel Croix-Rouge durant deux saisons, trois au RCD Espanyol, trois de plus à Igualadad et enfin au CP Vilanova. Les dernières années, il joue au DC Mataró et au Femsa Madrid, club où il fut aussi entraîneur. II entraine le CP Alcobendas le 1982.
Il est international avec l'Espagne entre 1955 et 1965 En 1964, il a été sélectionné 85 fois en équipe nationale. Il obtient deux titres de championnats du monde et un d'Europe.

## Palmarès

### Palmarès avec l'Espagne
- Championnat du monde : 1955, 1964

- Championnat d'Europe : 1957

- Coupe des Nations  : 1957, 1959, 1960

- Coupe Latine : 1958

### En clubs
Palmarès avec le FC Barcelone :
- Championnat de Catalogne : 1957

Palmarès avec le RCD Espanyol :
- Championnat de Catalogne : 1958

Palmarès avec le CP Vilanova :
- Championnat de Catalogne : 1964, 1966
- Championnat d'Espagne : 1964

Palmarès avec DC Mataró :
- Coupe d'Espagne : 1967
- Ligue Nationale : 1968
- Championnat de Catalogne d'hockey patins : 1968

Palmarès avec Femsa Madrid :
- Première Division espagnole (2e catégorie) : 1970